# Таранов Гліб Павлович
Глі́б Па́влович Тара́нов (15 червня 1904, Київ — 25 січня 1989, Київ) — український радянський композитор і педагог музики, професор, доктор мистецтвознавства (1944), Заслужений діяч мистецтв УРСР (1957), автор опери, симфоній, романсів тощо.

## Біографія
Народився 15 червня 1904 року в Києві. Початкові музичні знання здобув у М. Чернова та Р. Ґлієра. У 1918–1920 роках навчався у Петроградській, а в 1920—1924 роках — Київській консерваторіях. Його педагогами з композиції був Б. Лятошинський, з диригування — Ф. Блуменфельд та М. Малько. Завершив музичну освіту 1925 року у Музично-драматичному інституті імені М. Лисенка, там і викладав теоретичні дисципліни і диригування (1925–1934). З 1934 року працював у Київській консерваторії з 1937 року доцент, з 1939 року — професор, у 1945–1974 роках — завідувач кафедри інструментування. В 1941–1950 роках професор Ленінградської консерваторії.
У 1956–1968 роках був заступником голови правління Спілки композиторів України.
Помер 25 січня 1989 року у Києві. Похований в Києві на Лук'янівському цвинтарі (кремація; ділянка № 9, ряд 1, місце 15).

## Родина
Був одружений з Наталією Данилівною Чижовою, батько якої — георгіївський кавалер, мати — піаністка, дочка професора Варшавського університету.

## Творчість
Таранов автор:
- опери «Льодове побоїще» (1937—1942),;
- дев'яти симфоній (зокрема, «Антифашистської», «Історія одного міста» за повістю М. Салтикова-Щедріна, 1963, «Пам'яті С. Прокоф'єва», 1964, «Героїчної», 1967 тощо);
- сюїти на теми українських народних пісень (1949);
- 5 сюїт («Українська», 1950, «Алтайська», 1955, 1961, 1964, 1968);
- симфонічних поем («Давид Гурамішвілі», 1955), скерцо-поем («Перший космічний», 1961, «Новий експрес», 1977 та інші);
- увертюри («Пам'ятна», 1965 та інші);
- концерту пам'яті Г. Генделя;
- концерту для балалайки і бандури з оркестром (1954);
- двох струнних квартетів (1929, 1945), хорів, романсів;
- для фортепіано: сонати, сюїти, концертні етюди, прелюдії та поеми, 10 п'єс для дітей;
- для скрипки з фортепіано дві п'єси на грузинські теми;
- для хору з супроводом і без супроводу фортепіано (на слова Павла Тичини; 4 гал. пісні);
- музика до фільмів («Амвросій Бучма», 1960);
- редакція і оркестровка опери «Катерина» М. Аркаса;
- праця «Курс чтения партитур» (1939).